# Lijst van rijksmonumenten in Warffum
De plaats Warffum telt 41 inschrijvingen in het rijksmonumentenregister. Hieronder een overzicht.
Voor een overzicht van beschikbare afbeeldingen zie de categorie Rijksmonumenten in Eemsmond op Wikimedia Commons.
| Object                                                     | Oorspronkelijke functie?  | Bouwjaar                                                                                      | Architect                                     | Locatie                   | Coördinaten?                  | Nr.?   | Afbeelding                                         |
| ---------------------------------------------------------- | ------------------------- | --------------------------------------------------------------------------------------------- | --------------------------------------------- | ------------------------- | ----------------------------- | ------ | -------------------------------------------------- |
| Vrouw Franssensgasthuis (Geertje Schiltgasthuis)           | Sociale zorg, liefdadigh. | 1668 1768 (renov.) 1969-'70 (herb. op huidige locatie)                                        |                                               | Hoofdstraat 17a           | 53° 23' 31" NB, 6° 33' 43" OL | 38252  | Meer afbeeldingen                                  |
| Bie Koboa                                                  | Woonhuis                  | vroege 19e eeuw                                                                               |                                               | Hoofdstraat 19            | 53° 23' 30" NB, 6° 33' 43" OL | 38253  | Meer afbeeldingen                                  |
| Woonhuis zonder verdieping met omlopend schilddak          | Woonhuis                  | 1850-1875                                                                                     |                                               | Hoofdstraat 21            | 53° 23' 30" NB, 6° 33' 44" OL | 38254  | Meer afbeeldingen                                  |
| Boerenhuis onder wolfsdak                                  | Boerderij                 | 1850-1875                                                                                     |                                               | Hoofdstraat 23            | 53° 23' 30" NB, 6° 33' 44" OL | 38255  | Meer afbeeldingen                                  |
| Vijf diakoniewoningen onder schilddak                      | Sociale zorg, liefdadigh. | 1870                                                                                          |                                               | Kerkstraat 1              | 53° 23' 31" NB, 6° 33' 38" OL | 38256  | Meer afbeeldingen                                  |
| Huis Markus                                                | Nijverheid                | 1834                                                                                          |                                               | Oosterstraat 25-27        | 53° 23' 30" NB, 6° 33' 49" OL | 38257  | Meer afbeeldingen                                  |
| 't Venhoes                                                 | Woonhuis                  | 18e eeuw (uitbouw) 1896 (woning)                                                              |                                               | Oosterstraat 35           | 53° 23' 31" NB, 6° 33' 48" OL | 38258  | Venhoes 't Venhoes                                 |
| Pand onder zadeldak met bedrijfsdeel onder schilddak       | Woonhuis                  | midden 19e eeuw                                                                               |                                               | Oosterstraat 22           | 53° 23' 33" NB, 6° 33' 47" OL | 38259  | Meer afbeeldingen                                  |
| Lange Warffum                                              | Boerderij                 | 1742 1866 (herb.)                                                                             |                                               | Oosterstraat 34           | 53° 23' 36" NB, 6° 33' 44" OL | 38260  | Meer afbeeldingen                                  |
| Zijlemaheerdt                                              | Boerderij                 | waarsch. 1855 1817 (schuren)                                                                  |                                               | Oostervalge 37            | 53° 23' 56" NB, 6° 34' 27" OL | 38261  | Meer afbeeldingen                                  |
| Hervormde pastorie                                         | Kerkelijke dienstwoning   | ca. 1300 1500 (verb.) 1634 (verb., traptoren) verm. 18e eeuw (verb.) 19e eeuw (huidige vorm)  |                                               | Pastorieweg 24            | 53° 23' 30" NB, 6° 33' 36" OL | 38262  | Meer afbeeldingen                                  |
| Voorm. schoolmeesterswoning annex kosterij                 | Dienstwoning              | 1884 (voorhuis, achterdeel ouder)                                                             |                                               | Schoolstraat 2            | 53° 23' 31" NB, 6° 33' 42" OL | 38263  | Meer afbeeldingen                                  |
| Voorm. openbare lagere school                              | Onderwijs en wetenschap   | 1887-'88                                                                                      |                                               | Schoolstraat 4            | 53° 23' 31" NB, 6° 33' 45" OL | 38264  | Meer afbeeldingen                                  |
| Rentenierswoning                                           | Boerderij                 | midden 19e eeuw (voorhuis)                                                                    |                                               | Schoolstraat 8            | 53° 23' 32" NB, 6° 33' 46" OL | 38265  | Meer afbeeldingen                                  |
| Hervormde kerk en toren                                    | Kerk en kerkonderdeel     | romaans (schip) 1550-1600 (koor) 1638 (toren) 1895 (verb.) 1971 (ontpleistering)              | N.W. Lit (1895)                               | Hoofdstraat 18            | 53° 23' 32" NB, 6° 33' 40" OL | 38266  | Meer afbeeldingen                                  |
| Keuterij van het hoekplaatstype                            | Boerderij                 |                                                                                               |                                               | Zuiderhorn 29             | 53° 22' 22" NB, 6° 34' 9" OL  | 38267  | Meer afbeeldingen                                  |
| Sibbe-kerkhofje                                            | Begraafplaats en -onderdl | 1834 (grafzerk) 1862 (grafzerk) 1869 (grafzerk)                                               |                                               | Noordpolder 5             | 53° 25' 2" NB, 6° 32' 60" OL  | 38268  | Meer afbeeldingen                                  |
| IJzeren jaagpaal met houten Rolpaal                        | Scheepshulpmiddel         | 19e eeuw                                                                                      |                                               | aan de Warffumermaar      | 53° 23' 25" NB, 6° 34' 1" OL  | 38269  | Meer afbeeldingen                                  |
| Wierde                                                     | Archeologisch monument    |                                                                                               |                                               | Pastorieweg               | 53° 23' 30" NB, 6° 33' 35" OL | 47169  | Upload foto                                        |
| Wierde (Clooster Wierde)                                   | Archeologisch monument    |                                                                                               |                                               | Delthepad                 | 53° 23' 31" NB, 6° 34' 22" OL | 47170  | Wierde(Clooster Wierde)                            |
| Wierde met kloosterterrein (Warfummer Klooster)            | Archeologisch monument    |                                                                                               |                                               | Kloosterweg               | 53° 23' 3" NB, 6° 34' 12" OL  | 47171  | Upload foto                                        |
| Wierde (Het Noorden)                                       | Archeologisch monument    | middeleeuwen                                                                                  |                                               | Oude Weersterweg          | 53° 22' 18" NB, 6° 33' 46" OL | 47172  | Upload foto                                        |
| Huiswierde met naastgelegen dobbe (Klein Zeewijk)          | Archeologisch monument    |                                                                                               |                                               | Noordpolder               | 53° 24' 59" NB, 6° 33' 22" OL | 47173  | Huiswierde met naastgelegen dobbe(Klein Zeewijk)   |
| Rentenierswoning met aangebouwd koetshuis                  | Woonhuis                  | 1902                                                                                          |                                               | Oosterstraat 67           | 53° 23' 42" NB, 6° 33' 33" OL | 515310 | Rentenierswoning met aangebouwd koetshuis          |
| Rentenierswoning, toegangshek                              | Erfscheiding              | ca. 1900                                                                                      |                                               | bij Oosterstraat 67       | 53° 23' 42" NB, 6° 33' 34" OL | 515311 | Rentenierswoning, toegangshek                      |
| Haijemaheert                                               | Boerderij                 | 1875                                                                                          |                                               | Oosterstraat 10           | 53° 23' 29" NB, 6° 34' 1" OL  | 515313 | Haijemaheert                                       |
| Haijemaheert, voetgangersbruggetje                         | Brug                      | 1875-1890                                                                                     |                                               | bij Oosterstraat 10       | 53° 23' 28" NB, 6° 34' 1" OL  | 515314 | Haijemaheert, voetgangersbruggetje                 |
| Vriesenstein                                               | Woonhuis                  | 1877 1937 (verb.)                                                                             |                                               | Westervalge 14            | 53° 23' 32" NB, 6° 33' 12" OL | 515320 | Vriesenstein                                       |
| Vriesenstein, tuin                                         | Tuin, park en plantsoen   | 1877-1900                                                                                     |                                               | bij Westervalge 14        | 53° 23' 32" NB, 6° 33' 12" OL | 515321 | Upload foto                                        |
| Voorm. weegbrughuis met weegbrug                           | Handel en kantoor         | 1925-'26                                                                                      | A. Lanting                                    | bij Oosterstraat 4        | 53° 23' 27" NB, 6° 33' 51" OL | 515329 | Weegbrughuis Voorm. weegbrughuis met weegbrug      |
| Gereformeerde kerk met aangebouwde consistorie en pastorie | Dienstwoning              | 1885 (pastorie) 1886 (kerk) 1950 (verb. kerk) o.a. 1946 en 1970 (verb. pastorie) 1982 (rest.) | T. Huizenga                                   | Hoofdstraat 27-29         | 53° 23' 28" NB, 6° 33' 47" OL | 515330 | Meer afbeeldingen                                  |
| Groot Hoysum                                               | Boerderij                 | 1914 (herb.) 1972 (hals)                                                                      | J. Kuiler (voorhuis) E. Bos en zonen (schuur) | Westervalge 78            | 53° 23' 39" NB, 6° 32' 10" OL | 515331 | Groot Hoysum                                       |
| Voorm. atelierwoning van Ekke Kleima                       | Werk-woonhuis             | 1930 1956 (uitbr.)                                                                            | J. Hansen                                     | Oosterstraat 58           | 53° 23' 44" NB, 6° 33' 34" OL | 515343 | Atelierwoning Voorm. atelierwoning van Ekke Kleima |
| Hervormd catechisatielokaal (De Schakel)                   | Vergadering en vereniging | ca. 1840 ca. 1860-1870 (uitbr.) 1960 (uitbr.)                                                 |                                               | Kerkstraat 9              | 53° 23' 30" NB, 6° 33' 37" OL | 515344 | Meer afbeeldingen                                  |
| Rentenierswoning met aangebouwd achterhuis                 | Woonhuis                  | waarsch. 1895 ca. 1975 (verb.)                                                                |                                               | Stationsweg 15            | 53° 23' 25" NB, 6° 33' 56" OL | 515345 | Rentenierswoning met aangebouwd achterhuis         |
| Bieuwketil                                                 | Brug                      | 1850-1870 1871 (herst.) 1900-1905 (herst.)                                                    |                                               | bij Onderdendamsterweg 11 | 53° 21' 50" NB, 6° 34' 10" OL | 515346 | Meer afbeeldingen                                  |
| Boykema's til                                              | Brug                      | oorspr. 1825 1901 (herb.) 1923 (herst.)                                                       |                                               | bij Havenstraat 12        | 53° 23' 20" NB, 6° 33' 37" OL | 515347 | Boykema's til                                      |
| Nieuwe Til                                                 | Brug                      | oorspr. 1864 1901 (herb.)                                                                     |                                               | bij Molenweg 2            | 53° 21' 32" NB, 6° 33' 9" OL  | 515355 | Upload foto                                        |
| Arbeiderswoning                                            | Woonhuis                  | 1933                                                                                          | H. Poel en J. Kuiper                          | Helpman 11                | 53° 23' 41" NB, 6° 33' 12" OL | 515356 | Arbeiderswoning                                    |
| Voorm. bewaarschool                                        | Onderwijs en wetenschap   | 1903 ca. 1950 (uitbr.) 1954 (verb.) 1964 (verb.)                                              | G. Nijhuis                                    | Oosterkerkpad 3           | 53° 23' 30" NB, 6° 33' 46" OL | 515359 | Bewaarschool Voorm. bewaarschool                   |
| Voorm. Rijks HBS, gymnastiekgebouw                         | Sport en recreatie        | ca. 1925                                                                                      |                                               | Oostervalge 53            | 53° 23' 39" NB, 6° 33' 42" OL | 526219 | Meer afbeeldingen                                  |